# Kyrylo Fessenko
Kyrylo Anatolijowytsch Fessenko (ukrainisch Кирило Анатолійович Фесенко; * 24. Dezember 1986 in Dnipropetrowsk, Ukrainische SSR, Sowjetunion) ist ein ukrainischer Basketballspieler. Aktuell steht er bei BK Dnipro in der Basketball Superliga Ukraine unter Vertrag.

## Karriere

### NBA
Nachdem Fessenko in seinem Heimatland für verschiedene Basketballklubs gespielt hatte, meldete er sich 2007 zum NBA-Draft an. Er wurde von den Philadelphia 76ers an 38. Stelle ausgewählt und noch am gleichen Abend zu den Utah Jazz transferiert, wo er einen Drei-Jahres-Vertrag unterschrieb. Seine Rookie-Saison verbrachte er fast ausschließlich in der Entwicklungsliga der NBA  (D-League), beim Farmteam der Jazz, den Utah Flash. Dennoch brachte er es als Ersatz für die verletzten Stars Carlos Boozer und Mehmet Okur auf 9 Einsätze, in denen er 1,6 Punkte und 2,9 Rebounds pro Spiel verbuchen konnte. 
In den darauffolgenden Jahren steigerte sich die Anzahl seiner Einsätze pro Saison, jedoch begrenzte sich Fessenkos Spielzeit auf etwa 8 Minuten pro Spiel. 2008 nahm Fessenko am NBA D-League All-Star-Game teil.
Fessenko unterschrieb im März 2012 einen Vertrag bei den Indiana Pacers. Dieser lief mit Saisonende aus und wurde von Seiten der Pacers nicht verlängert. 
Der Ukrainer erhielt anschließend einen nicht garantierten Vertrag bei den Chicago Bulls und startete mit dem Team in die Saisonvorbereitung. Doch nach einigen Wochen lösten die Bulls den Vertrag wieder und entließen Fessenko, ohne dass er ein Spiel für das Team absolvieren konnte.

### Seit 2013
Im Januar 2013 kehrte er in seine Heimat zurück und spielte für BK Donezk. Im Januar 2014 wurde er von den Delaware 87ers verpflichtet. Es folgten Engagements bei den Canton Charge und bei den Minnesota Timberwolves im Sommer-Campteam. 
Für die Saison 2014/15 kehrte Fessenko nach Europa zunächst zum russischen Awtodor Saratow zurück. Im Herbst 2015 wechselte er innerhalb der VTB United League zu Lokomotiw Kuban Krasnodar. Nach kürzeren Stationen bei Pallacanestro Cantù und dem AS Monaco war Fessenko von 2016 bis 2018 bei Felice Scandone Avellino in Italien aktiv. Zur Spielzeit 2018/19 wechselte er zum BK Dnipro.

### Nationalmannschaft
Als Mitglied der ukrainischen Basketballnationalmannschaft nahm Fessenko an den Europameisterschaften 2011 und 2015 teil. Bei der EM 2015 erzielte er 16 Punkte und 8,8 Rebounds pro Spiel. Dennoch schied er mit seiner Mannschaft in der Vorrunde aus.